# Lagune van Venetië
De lagune van Venetië wordt aan de oostkant begrensd door de Golf van Venetië in de Adriatische Zee. 
De lagune is ongeveer 55.000 ha groot waarvan 50.000 ha water en 5000 ha land. In de lagune liggen meer dan 120 eilanden, waaronder Torcello, Burano, Murano en San Francesco del Deserto. Sommige eilanden zijn in de loop der tijden verzonken zoals bijvoorbeeld San Marco in Boccalama, ooit een kloostereiland.
De badplaats op de schoorwal wordt Lido van Venetië genoemd.
Met de stormvloedkering die in het kader van het MOSE-project is aangelegd wordt de lagune afgesloten bij hoogwater. De kering is in 2020 in gebruik genomen.
Een kunstmatig aangelegd eiland of landtong in de Lagune van Venetië wordt Sacca genoemd.